# Argus (album)
Argus är den brittiska progressiva rockgruppen Wishbone Ashs tredje album, utgivet 1972. Det är troligen gruppens mest kända och utsågs till Årets album av tidningen Sounds Magazine samma år. Användandet av två-stämmigt gitarrspel har influerat bland annat Iron Maiden.

## Låtlista
1. "Time Was" - 9:42
2. "Sometime World" - 6:55
3. "Blowin' Free" - 5:18
4. "The King Will Come" - 7:06
5. "Leaf and Stream" - 3:55
6. "Warrior" - 5:53
7. "Throw Down the Sword" - 5:55
8. "No Easy Road" - 3:36